# Distrito de Čadca
El distrito de Čadca (en eslovaco Okres Čadca) es una unidad administrativa (okres) de Eslovaquia Septentrional, situado en la región de Žilina, con 92.843 habitantes (en 2001) y una superficie de 761 km². Su capital es la ciudad de Čadca.

## Demografía
| Año        | 1994   | 2004    | 2014    | 2024    |
| ---------- | ------ | ------- | ------- | ------- |
| Población  | 91 569 | 92 944  | 91 124  | 86 666  |
| Diferencia |        | +1,50 % | −1,95 % | −4,89 % |

| Año        | 2023   | 2024    |
| ---------- | ------ | ------- |
| Población  | 87 135 | 86 666  |
| Diferencia |        | −0,53 % |

## Ciudades (población año 2017)
- Čadca (capital) 24 315
- Krásno nad Kysucou 6783
- Turzovka 7559

## Municipios
- Čierne 4402
- Dlhá nad Kysucou 612
- Dunajov 1173
- Klokočov 2313
- Klubina 546
- Korňa 2014
- Makov 1720
- Nová Bystrica 2775
- Olešná 1939
- Oščadnica 5701
- Podvysoká 1339
- Radôstka 819
- Raková 5507
- Skalité 5248
- Stará Bystrica 2759
- Staškov 2785
- Svrčinovec 3517
- Vysoká nad Kysucou 2659
- Zákopčie 1761
- Zborov nad Bystricou 2253